# Urocenter
 For alternative betydninger, se Brændpunkt.
Et brændpunkt kan også være et urocenter et sted (i geopolitisk forstand) med store sociale og/eller politiske spændinger. I et brændpunkt er der en særlig stor risiko for optøjer og i værste fald krig.
Enkelte steder har op gennem historien flere gange været brændpunkter. Det gælder fx Balkan, hvor der i det 20. århundrede var flere krige: 1. Balkankrig, 2. Balkankrig, Krigen i Bosnien-Hercegovina.
| Politik | Spire Denne artikel om politik og ideologi er en spire som bør udbygges. Du er velkommen til at hjælpe Wikipedia ved at udvide den. |